# Ronnebyhamn
Ronnebyhamn è un'area urbana della Svezia situata nel comune di Ronneby, contea di Kalmar.
La popolazione risultante dal censimento 2010 era di 537 abitanti.